# 썬앳푸드
썬앳푸드(영어: SUN AT FOOD)는 대한민국의 외식 서비스 기업이다. 이전 사명은 이오코퍼레이션이다.

## 사업 부문
2001년 패밀리 레스토랑 '매드포갈릭', 2010년 사천요리 레스토랑 '시추안 하우스', 2015년 모던 차이니즈 라운지 '모던눌랑',, 2023년 패밀리 레스토랑 '캐롤스' 등 다양한 브랜드를 론칭했다. 2015년 브라질리언 슈하스코 전문점 '텍사스 데 브라질', 2023년 프렌치 게스트로텍 '부베트' 등 해외 브랜드를 국내에 최초 도입하기도 했다.
- 시추안 하우스 : 삼성점, 압구정점
- 텍사스 데 브라질 : 센트럴시티점, 압구정점
- 모던 샤브 하우스 : 광화문D타워점, 잠실점, 센트럴시티점, 여의도점
- 모던눌랑 : 센트럴시티점, 여의도점, 잠실점
- 캐롤스 : 롯데월드몰점
- 부베트 : 압구정점
- 만리지화 : 광화문D타워점

## 같이 보기
- CJ푸드빌
- 신세계푸드
- 아워홈
- 이랜드이츠
- 캘리스코
- 한화푸드테크